# Noctic, Chamula
Noctic är en ort i Mexiko.   Den ligger i kommunen Chamula och delstaten Chiapas, i den sydöstra delen av landet, 700 km öster om huvudstaden Mexico City. Noctic ligger 2 410 meter över havet och antalet invånare är 685.
Terrängen runt Noctic är huvudsakligen kuperad, men åt nordväst är den bergig. Runt Noctic är det ganska tätbefolkat, med 139 invånare per kvadratkilometer. Närmaste större samhälle är San Cristóbal de las Casas, 15,2 km sydost om Noctic. I omgivningarna runt Noctic växer huvudsakligen savannskog.